# Edtleiten
Edtleiten (im lokalen Dialekt: Èhlei'n [ˈɛːlaɪn]) ist ein Weiler (laut OÖ-Ortsverzeichnis: Rotte) im oberösterreichischen Innviertel und Teil der Gemeinde Taiskirchen im Innkreis im Bezirk Ried im Innkreis.

## Geographie
|            | Hellwagen                                   | Bernetsedt |
| Tiefenbach | Kompassrose, die auf Nachbargemeinden zeigt |            |
|            | Kleingaisbach                               | Flohleiten |

Die Ortschaft erstreckt sich über eine Länge von einem Kilometer von West nach Ost. Früher gehörte auch die Einschicht Hub zu Edtleiten, seit 2002 ist sie aber ein Teil von Tiefenbach.

## Geschichte
Der Ortsname bedeutet „bei einem öden, unbewachsenen, unfruchtbaren Abhang“. In der Form Ödleitten wurde dieser in der „Grenz-, Güter- und Volksbeschreibung des Landgerichts Schärding“ aus dem Jahr 1433 erstmals urkundlich erwähnt. 1516 und 1530 ist in Kaufverträgen von einer Sölde zum Herzogen zu Edleiten (heute Edtleiten Nr. 3) die Rede, 1560 vom Mitter zu Edleiten (heute Edtleiten Nr. 2).

Bis in die 1960er-Jahre gab es in der Ortschaft ein Wirtshaus und einen Krämer.

## Infrastruktur
Durch den Weiler verläuft ein Güterweg. Ungefähr parallel dazu verläuft in 100 bis 200 Metern Entfernung die Bezirksstraße L1122.

In Edtleiten befindet sich eine genossenschaftlich betriebene Kleinkläranlage, die neben Edtleiten selbst auch Teile von Kleingaisbach und Tiefenbach erschließt.

## Persönlichkeiten
- Karl Schuster (1887–1970), Politiker und Schmiedemeister; betrieb die „Schmied z'Edtleiten“, damals noch zu Kleingaisbach zugehörig.